# Batman : Vengeance
Pour les articles homonymes, voir Batman (homonymie).
Batman : Vengeance est un jeu vidéo mettant en scène le super-héros Batman. Il s'agit d'un jeu d'action sorti en 2001 sur GameCube, PlayStation 2, Xbox et Windows. Il a été développé et édité par Ubisoft en collaboration avec Warner Bros. Interactive Entertainment et DC comics. Il a connu un portage sur Game Boy Advance sous la forme d'un jeu de plates-formes.
Le jeu est basé sur la série animée "The New Batman Advendtures" (TNBA) de Bruce Timm et Paul Dini.

## Trame

### Scénario
Le Joker a enlevé un jeune garçon et Batman décide d'intervenir. L'intrigue s'épaissit et Batman découvre qu'il est victime d'une véritable conspiration et doit affronter des adversaires tels que Harley Quinn, Mr. Freeze et Poison Ivy. Batman est durant toute l'aventure secondé de Batgirl et de ses conseils.

### Personnages
Les personnages principaux sont Batman, Batgirl, Le Joker, Harley Quinn, L'Empoisonneuse, Mister Freeze, Commissaire Gordon, Alfred Pennyworth.

## Système de jeu
Il n'existe pas de version française, le jeu contient juste des sous-titres.

## Réception critique
Le jeu est primé pour son esthétisme, l'intrigue, le respect de l'univers de la série animée "The New Batman Adventures" de Bruce Timm et de Paul Dini et le voice acting pour lequel les acteurs originaux de la série ont repris leur rôle respectif. Cependant, la difficulté du jeu est pointée du doigt notamment lors de combats où les ennemis sont jugés trop coriace et trop résistants.